# Tricharaea lopesi
Tricharaea lopesi är en tvåvingeart som först beskrevs av Thompson 1994.  Tricharaea lopesi ingår i släktet Tricharaea och familjen köttflugor. Inga underarter finns listade i Catalogue of Life.